# Нижний Баргяп
Нижний Баргяп (абх. Аладаҭәы Баргяп, груз. ქვემო ბარღები — Квемо-Баргеби) — село в Абхазии, в Галском районе частично признанной Республики Абхазия, согласно административному делению Грузии — в Гальском муниципалитете Абхазской Автономной Республики. Расположено в 15 км к юго-западу от райцентра Гал. В административном отношении село представляет собой административный центр сельской администрации Нижний Баргяп.

## Границы
На юге и юго-востоке сельская администрация Нижний Баргяп (Квемо-Баргеби) граничит с с/а (селом) Гагида и Ганахлеба (Марчхалон); на востоке — с с/а (селом) Сида, на севере — с с/а (сёлами) Верхний Баргяп, Ряп и Приморск; на западе территория с/а выходит на Чёрное море.

## История
На карте Самурзакана, составленной миссионером Арканджело Ламберти в XVII веке, отмечено поселение Bargebs.

## Административное деление
В состав сельской администрации Нижний Баргяп (Квемо-Баргеби) входят сёла:
- Нижний Баргяп (Квемо-Баргеби, Аладатви Баргяп) — 972 человека (1989 г.)
- Сабчота-Чай, к востоку от Нижнего Баргяпа — 554 человека (1989 г.)
- Боквети — 149 человек (1989 г.)
- Пицаргали (Абыцаркуара), к югу от Нижнего Баргяпа — 469 человек (1989 г.)

## Население
По данным переписи 1989 года на территории Нижне-Баргяпской сельской администрации (сельсовета) проживало 2144 человека, по данным переписи 2011 года население сельской администрации Нижний Баргяп составило 1677 человек, в основном грузины (1669 чел. или 99,5 %).